# 묘도동
묘도동(猫島洞)은 대한민국 전라남도 여수시의 광양만에 위치한 행정동이자 법정동이다.

## 개요
묘도는 총면적 9.54km2의 작은 섬이며 현재 5개 마을로 형성되어 있다. 묘도만과 묘도수도해역의  이 섬에 주민들이 들어와 산 것은 기원 전부터인 것으로 추정되나 온전한 마을을 형성한 것은 약 500-600년 전쯤인 것으로 추정되고 있다. 인근에 있는 영취산 상봉에서 내려다 보면 고양이와 독수리가 서로 먹이를 넘보고 있는 것으로 보여 고양이섬이라는 이름이 붙었다는 말도 있으나, 최근에는 주로 굴을 의미하는 '괴'를 한자로 옮겼던 것으로 추정되고 있다.

## 법정동
- 묘도동

## 기관
- 묘도동주민센터 (묘도1길 67)

## 교육
- 상암초등학교 묘도분교 (묘도10길 11-1)